# Pintura minoica

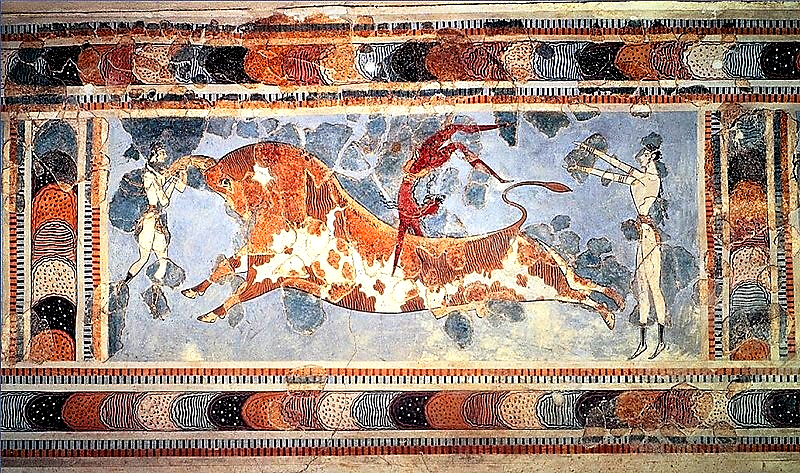
Fresco del saltador de toros, del palacio de Cnosos.

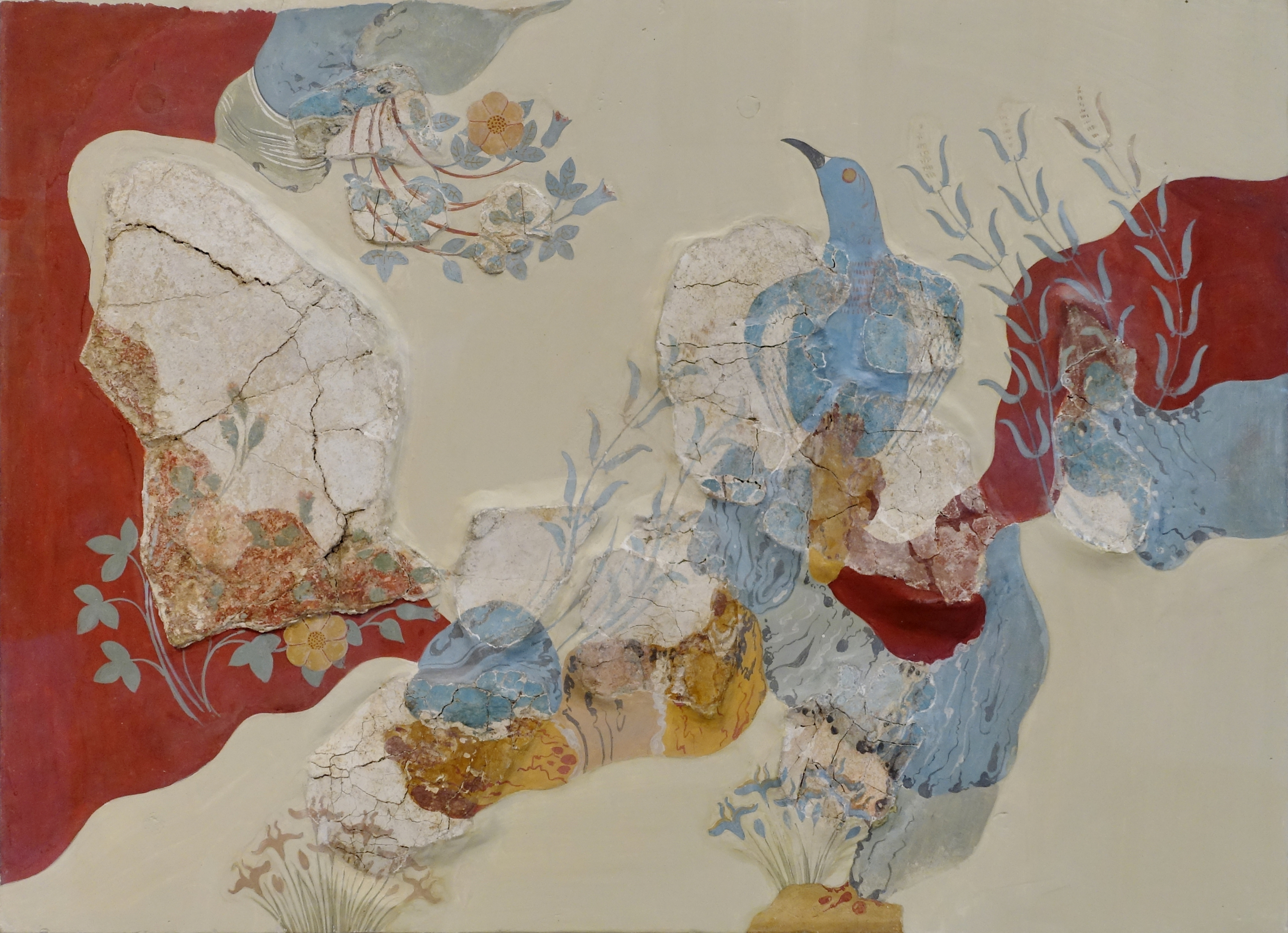
Fresco del pájaro azul, hallado en la «Casa de los Frescos», de Cnosos.

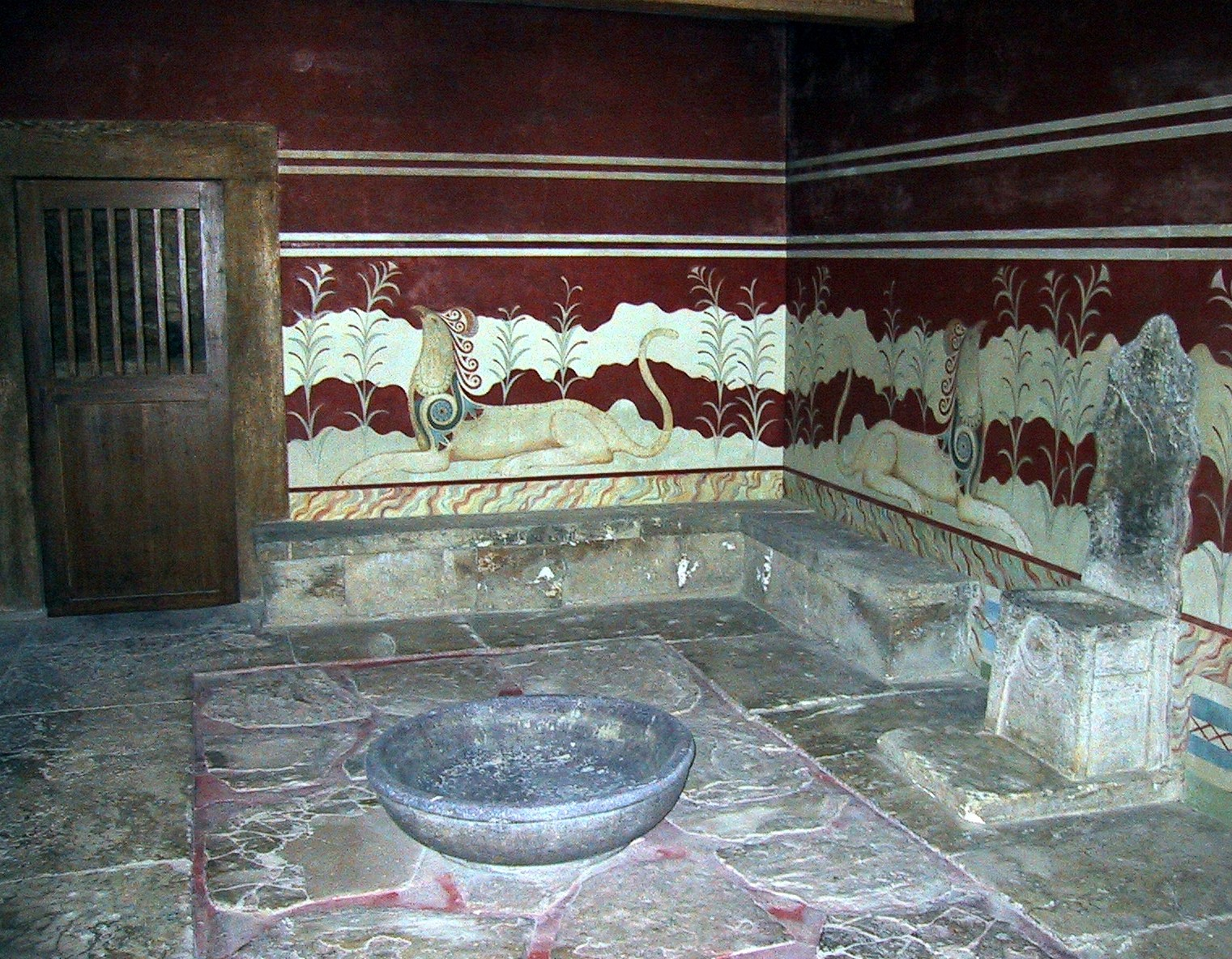
Friso de los Grifos. Pintura mural de la sala del trono del palacio de Cnosos. Creta, periodo Minoico II, hacia 1450≈1400 a. C.

La pintura que se desarrolló en la civilización minoica fue innovadora y de extraordinaria calidad. Los ejemplos que se han conservado más importantes proceden del palacio de Cnosos, en Creta y de las casas de Akrotiri, en Thera. La mayoría son del periodo neopalacial, entre 1700 a. C. y 1460 a. C.
La pintura figurativa se desarrolló a partir de precedentes egipcios; sin embargo desarrollará formas originales. La técnica pictórica más habitual en los muros es el fresco. Se conservan también algunos relieves de estuco. Los colores son planos y vivos, de gama reducida, conseguidos mediante pigmentos minerales. Se considera que la función de la pintura minoica sería fundamentalmente religiosa. 
En cuanto a la temática destacan las escenas de vida religiosa o cortesana, así como los paisajes. Las figuras humanas representan a jóvenes: hombres atléticos con la piel rojo oscuro y mujeres con piel blanca vistiendo el traje típico de falda de volantes y corpiño que deja al aire los pechos.Las figuras se representaban muy estilizadas. En los paisajes se representan plantas cretenses o, en ocasiones, egipcias. Los animales son representados en movimiento, con el llamado "galope minoico". La pintura minoica influyó notablemente en la pintura de la civilización micénica.

## Origen
Como todo el arte minoico, la pintura cretense deriva del hecho que en la isla de Creta se desarrolló una civilización de base agraria que evolucionó a partir del intenso comercio marítimo que puso Creta en contacto tanto con los Imperios Agrarios de Egipto y Mesopotamia como con las culturas de la Edad de Bronce de Anatolia y del continente europeo.
La arquitectura cretense se inspira en la arquitectura de Mesopotamia; sus modelos son acadios, sumerios o hititas, pero la pintura cretense se inspira en la pintura del antiguo Egipto a partir de la cual crea un nuevo universo de formas de extraordinaria influencia en la evolución posterior de la Historia del Arte.
La técnica del fresco se originó en Creta en el periodo Minoico Antiguo II (periodo que se inicia hacia el 2650 a. C.), pero en composiciones no figurativas. Fue en el periodo Minoico Reciente I o Neopalacial (a partir de 1700 a. C.) cuando apareció la pintura figurativa. Se ha sugerido que quizá en ese momento surgiera una nueva élite en los palacios que necesitara justificar su poder a través de las representaciones pictóricas. Previamente se habían dado ya representaciones figurativas en la glíptica. En objetos de cerámica como recipientes y mesas de ofrendas, también se realizan numerosas pinturas de animales, sobre todo marinos, y vegetales.

## Carácter innovador
Algunas de las características de la pintura minoica son similares a los de Egipto o Mesopotamia, como los ojos representados frontalmente y la colocación de los pies. Sin embargo, su carácter singular e innovador se distingue en tres aspectos fundamentales:
- Los temas de la pintura cretense van más lejos que los temas religiosos propios del Antiguo Egipto o Mesopotamia. También van más allá de los temas de la vida cotidiana del Antiguo Egipto. Los cretenses incorporan desfiles y procesiones de dioses y hombres, danzas variadas, juegos de riesgo como el salto de atletas por encima de los toros mientras doncellas sujetan las astas, etc. La incorporación a la pintura de la composición, del ritmo y las proporciones es el aspecto más innovador ya que a partir de Creta, estos elementos inmateriales estarán presentes en todas las manifestaciones de la pintura.

- Las formas de la pintura cretense son más ligeras y atrevidas. Dejan de lado la rigidez de la pose propia del sentido religioso de las culturas egipcia y mesopotámica para representar a los dioses con forma humana y a la misma escala que los hombres. La pintura cretense, si bien en sus inicios mantiene la frontalidad, evoluciona y da volumen a los cuerpos usando las medias tintas o las gradaciones de color. En otro sentido, si bien recrea los mismos temas de la vida cotidiana, capta con más humor y espontaneidad las actitudes y los gestos. Finalmente, incorpora los ritmos, derivados de la reproducción de los detalles y de las formas geométricas propias de las culturas del metal: espirales, bucles, olas etc.

- La pintura cretense no suele encontrarse en las tumbas. El espacio propio de la pintura cretense son las habitaciones, corredores y otras dependencias de los palacios y las casas. Los cretenses pintaban al fresco sobre los entrepaños enfoscados o revocados. Sus mejores escenas están a la altura de la vista, entre el zócalo de alabastro o mármol polícromo y el techo de los palacios y casas.

## Iconografía e interpretaciones

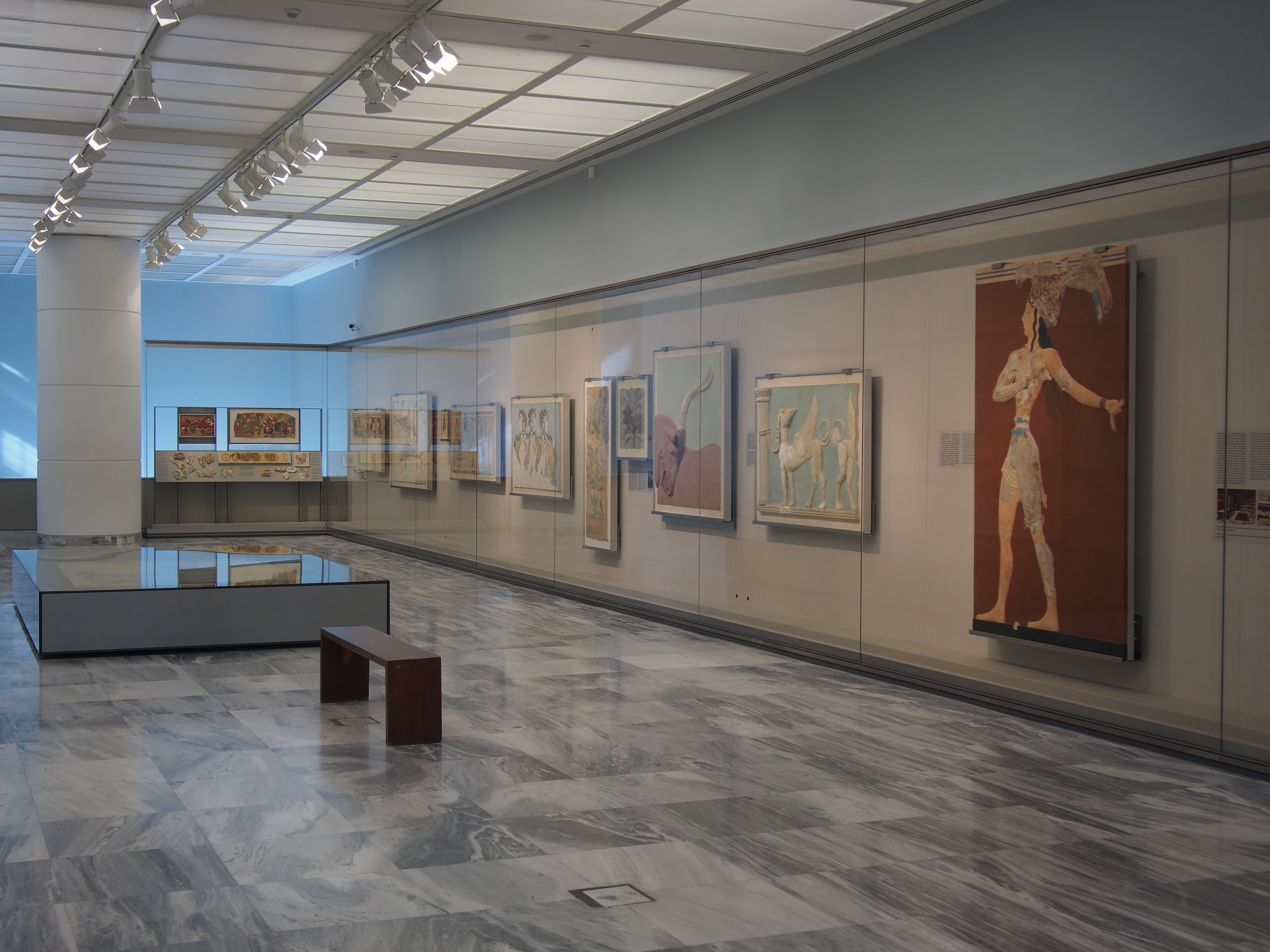
Algunas de las pinturas minoicas expuestas en el Museo Arqueológico de Heraclión.

Las pinturas minoicas incluyen representaciones de humanos, animales y paisajes. Algunas son claramente religiosas como las procesiones de oferentes. Es posible que las representaciones de boxeadores y de taurocatapsia, además de espectáculos estén relacionadas con rituales de iniciación de adolescentes. Las pinturas en las que aparecen simultáneamente paisajes y animales son particularmente características. Anteriormente se consideraba que muchas de esas escenas eran meramente decorativas y realizadas únicamente para el disfrute del propietario pero la interpretación que se ha impuesto es de que estas también tienen un carácter religioso.
Entre las plantas, son muy representados el azafrán y los lirios, a veces en la misma composición, lo que es irreal dado que los lirios florecen en primavera y el azafrán en otoño. Los monos, que aparecen en varios de los frescos, se representaban también en Egipto, pero en Creta adquieren una mayor relevancia en las composiciones y se les dota de un color azul, que también parece no responder a la realidad y cuyo significado se desconoce. Se han realizado dos estudios diferentes que han tratado de identificar las especies de monos representados: uno de ellos, publicado en 2019, identificó al menos uno de ellos como un langur gris, procedente del valle del Indo, pero en el otro estudio, publicado en 2020, se llegó a la conclusión de que los minoicos representaron dos especies de monos procedentes de África: babuinos y vervets.
En las representaciones de mujeres es característico un atuendo compuesto por una falda acampanada y un corpiño ceñido que a veces deja los pechos al aire. Suelen llevar joyas y maquillaje. Cuando en las representaciones antropomorfas se distinguen figuras de mucho mayor tamaño respecto a otras de la misma composición, se estima que son divinidades. A veces junto a estas se representan animales mitológicos, como grifos.
Las escenas de guerra o caza son escasas, aunque hay algunos ejemplos de representaciones de soldados, entre ellos los que aparecen en el fresco de la Procesión de la flota de Akrotiri y de escudos en forma de ocho pintados en el palacio de Cnosos.

## Relación de obras conservadas
La mayor parte de las obras de pintura minoica que se han podido conservar proceden de Cnosos, en Creta, y de Akrotiri, en la isla de Tera. Las de Cnosos se encontraron principalmente en el palacio, pero también en otros lugares como en la denominada «casa de los frescos». Otros lugares de Creta donde se han encontrado son Festo, Hagia Triada, Tiliso, Zacro, Amniso, Arjanes, Malia, La Canea, Galatás, Palekastro y Kommos. También se han encontrado algunos fragmentos de obras que se consideran de arte minoico en otras zonas del Mediterráneo, como Tell el Daba (Egipto), Alalakh (Turquía), Tel Kabri (Israel) y Qatna (Siria). Es significativo que los principales palacios minoicos son los de Cnosos, Malia, Festo y Zacro pero la pintura figurativa está casi restringida al palacio de Cnosos.
Un aspecto polémico han sido las reconstrucciones de los frescos de Cnosos, que a menudo han sido hechas a partir de muy pocos fragmentos y por tanto podrían distar mucho de su aspecto original. Las pinturas de Akrotiri, sin embargo, han aparecido en mejor estado de conservación. 
La mayoría de los restos de los originales que han perdurado de pinturas minoicas se conservan en el Museo Arqueológico de Heraclión, en el Museo de Prehistoria de Thera y en el Museo Arqueológico Nacional de Atenas. En el palacio de Cnosos se han colocado réplicas de algunos de los frescos.
| Lista de principales pinturas minoicas conservadas    |        |                                                                        | |
| Denominación                                          | Imagen | Lugar del hallazgo                                                     | Notas |
| La danzarina                                          |        | Megaron de la reina del palacio de Cnosos                              | Recibe su nombre por la representación de su pelo en movimiento, pero también se ha sugerido la posibilidad de que se trate de la epifanía de una diosa que desciende del cielo. |
| Monos recolectores de azafrán                         |        | Zona norte del palacio de Cnosos                                       | Inicialmente se reconstruyó un niño recolectando azafrán, pero posteriormente se ha considerado una reconstrucción errónea. |
| Tentáculos de pulpo                                   |        | Pasillo este-oeste del ala oriental del palacio de Cnosos.             | |
| Toro furioso                                          |        | Entrada norte del palacio de Cnosos                                    | En relieve, a tamaño natural. Es posible que junto a él hubiera una figura femenina. |
| Damas de azul                                         |        | Área de los almacenes reales, en el ala oriental del palacio de Cnosos | |
| Fresco de la taurocatapsia                            |        | Planta superior del ala oriental del palacio de Cnosos                 | Una metopa del fresco mayor al que pertenecía este se conserva en el Museo Ashmolean de Oxford. |
| Banquete ceremonial                                   |        | Sala santuario del área noroeste del palacio de Cnosos                 | A este fresco pertenece la figura conocida como La Parisienne. |
| Príncipe de los lirios                                |        | Área suroeste del palacio de Cnosos                                    | Se ha sugerido que tal vez arrastraba un animal. Con respecto a la reconstrucción que figura en el museo de Heraclión, hay controversia debido a que algunos creen que se han unido fragmentos que en realidad pertenecían a diferentes personajes y que uno de ellos podría ser un atleta o un boxeador mientras que la corona podría haber pertenecido a una esfinge. Otros arqueólogos, sin embargo, apoyan la reconstrucción propuesta por Evans y Gilliéron. |
| Fresco de la procesión                                |        | Pasillo del área suroeste del palacio de Cnosos                        | A este fresco pertenece la figura conocida como «el copero» o «el ritóforo», que fue el primer retrato en una pintura al fresco hallado en el palacio de Cnosos. |
| Grifos y plantas                                      |        | Sala del trono del palacio de Cnosos                                   | Pese a que las plantas son lirios en la réplica del fresco que se halla en la Sala del trono, se estima que en realidad se trataba de palmeras. |
| Fresco de los delfines                                |        | Megaron de la reina del palacio de Cnosos                              | Se ha señalado la posibilidad de que, en lugar del muro, estuviera ubicada en el pavimento. |
| Fresco de los escudos                                 |        | Escalera del ala oriental del palacio de Cnosos                        | |
| Grifos atados a columnas                              |        | Área oriental del palacio de Cnosos                                    | En relieve |
| Fresco del graderío o del santuario tripartito        |        | Una habitación al norte del patio central del palacio de Cnosos        | Se ha interpretado como un gran número de espectadores asistiendo a un acontecimiento que podría ser la taurocatapsia, pero los fragmentos conservados no permiten afirmarlo con seguridad. |
| Danza en arboleda sagrada                             |        | Una habitación al norte del patio central del palacio de Cnosos        | Los dibujos de los vestidos son diferentes en cada bailarina. Pese al nombre de arboleda sagrada, se ha sugerido que los árboles de este fresco podrían no tener un carácter especial. Debía decorar una habitación junto con el anterior, de manera que ambos se conocen como «fresco de las figuras en miniatura». |
| Perdices y abubillas                                  |        | «Casa de huéspedes» o «caravasar» de Cnosos                            | |
| Pájaro azul de la casa de los Frescos                 |        | Casa de los Frescos de Cnosos                                          | |
| Monos explorando un paisaje fértil                    |        | Casa de los Frescos de Cnosos                                          | Junto a los monos aparecen aves. Las últimas reconstrucciones propuestas de este fresco difieren en muchos detalles de la reconstrucción expuesta en el Museo Arqueológico de Heraclión. |
| Fresco de Avaris con juegos del toro                  |        | Tell el Daba (Egipto)                                                  | Hallados en excavaciones de 1991. Avaris era la capital de los hicsos. |
| Peces voladores                                       |        | Filacopí                                                               | |
| Figura femenina de Psira                              |        | Psira                                                                  | Relieve de estuco. |
| Sarcófago de Hagia Triada                             |        | Villa de Hagia Triada                                                  | Varias escenas distintas pintadas por las seis caras del sarcófago. |
| Procesión de mujeres de Hagia Triada                  |        | Hagia Triada                                                           | |
| Fresco de los lirios                                  |        | Amniso                                                                 | Podría representar un jardín. Combina las técnicas del fresco y la incisión de color en hueco. |
| Fresco de la procesión náutica                        |        | Habitación 5 de la Casa Oeste de Akrotiri                              | Una flota de barcos con guerreros que navega desde un puerto cuyo paisaje parece exótico hasta otro que se interpreta como el puerto de Akrotiri. |
| Paisaje fluvial                                       |        | Habitación 5 de la Casa Oeste de Akrotiri                              | El eje de la composición es un río. En torno a él se representan fauna y flora real pero también la figura mitológica de un grifo. |
| Escenas de asamblea, desfile de guerreros y naufragio |        | Habitación 5 de la Casa Oeste de Akrotiri                              | |
| Los pescadores                                        |        | Habitación 5 de la Casa Oeste de Akrotiri                              | |
| Sacerdotisa joven                                     |        | Habitación 4 de la Casa Oeste de Akrotiri                              | Se ha sugerido que está quemando hebras de azafrán. El nombre de sacerdotisa le fue dado por el arqueólogo Spyridon Marinatos, pero probablemente no se trate de una sacerdotisa sino de una adolescente —convencionalmente los que están en proceso de transición hacia la etapa adulta están caracterizados en Akrotiri por una parte de su cabeza rapada y pintada de azul— perteneciente a la familia que vivía en la casa. |
| Las cabinas de capitán                                |        | Habitación 4 de la Casa Oeste de Akrotiri                              | Se trata de varias composiciones de un tipo de objeto formado por tres barras verticales abundantemente decoradas, que se interpretan como cabinas de capitán de barco debido a que en el «fresco de la procesión náutica» se hallan construcciones similares a estas dentro de cada barco ocupadas por una figura masculina. |
| Las recolectoras de azafrán                           |        | Edificio Xeste 3 de Akrotiri                                           | Ocupaba dos paredes adyacentes. Por su temática, puede dividirse en dos secciones, una centrada en la actividad de la recolección del azafrán y otra en la ofrenda del azafrán a una divinidad. Esta última sección a veces se conoce como «Fresco de la Señora de los animales». |
| Las adoradoras del ádyton                             |        | Edificio Xeste 3 de Akrotiri                                           | Son tres figuras femeninas que se dirigen hacia lo que parece ser un espacio sagrado (ádyton). La de la derecha lleva una especie de velo moteado y tiene rapado parte de su cabello; la del centro se está curando una herida del pie; la de la izquierda tiene un collar en la mano y los senos descubiertos. El azafrán se halla presente en las tres figuras. Podría formar una unidad temática con el fresco anterior y se ha sugerido que tal vez represente el matrimonio, o bien un rito de transición hacia la etapa adulta de la figura con velo de la derecha. |
| Los chicos desnudos                                   |        | Edificio Xeste 3 de Akrotiri                                           | Se trata de diferentes escenas en las que aparecen 3 chicos desnudos y un hombre adulto. Se cree que componen una unidad temática de un rito de iniciación. |
| El africano                                           |        | Sector alfa de Akrotiri                                                | De esta pintura solo se conserva una cabeza masculina frente a una palmera. |
| Gran mural de los monos azules                        |        | Sector beta de Akrotiri                                                | |
| Cuadrúpedos                                           |        | Sector beta de Akrotiri                                                | La reconstrucción se debe al pintor Kostis Iliakis. El nombre de cuadrúpedos se debe a que los fragmentos originales conservados incluyen principalmente las extremidades inferiores. |
| Boxeadores                                            |        | Sector beta de Akrotiri                                                | Las joyas de uno de los niños que boxean indican un alto nivel social. |
| Antílopes                                             |        | Sector beta de Akrotiri                                                | |
| Fresco de la primavera                                |        | Sector delta de Akrotiri                                               | En el paisaje se distinguen también golondrinas. Se atribuye a la misma mano que el fresco de las recolectoras de azafrán. |
| Casco de colmillos de jabalí                          |        | Edificio Xeste 4 de Akrotiri                                           | Se trata de un tipo de casco que se conoce sobre todo en el mundo micénico, pero las representaciones de Akrotiri en esta pintura y en otra de la Casa Oeste sugieren que su uso estaba mucho más extendido. |
| Fresco de los papiros                                 |        | Casa de las Damas de Akrotiri                                          | Decoraba tres paredes. |
| Fresco de las damas de la Casa de las Damas           |        | Casa de las Damas de Akrotiri                                          | La destrucción de parte de los muros por causas naturales hace difícil la interpretación de las pinturas, dado que falta lo que se supone que era el eje central del tema. |